# Глебково (Рязанская область)
Глебково — посёлок в Рыбновском районе Рязанской области, административный центр Глебковского сельского поселения.

## География
Расположен на берегу реки Пилис в 13 км на северо-запад от райцентра Рыбное.

## История
На рубеже XVIII—XIX веков владельцем его стал Пётр Степанович Лихонин. По наследству усадьба перешла к его дочери Наталье Петровне Лихониной, ставшей второй женой религиозного философа Александра Петровича Дубовицкого. В 1849 году усадьба перешла к двоюродному брату Натальи Петровны, основателю рязанского дворянского рода Лихониных, Ивану Александровичу Лихонину, при котором и началось активное благоустройство усадьбы: был возведён двухэтажный главный усадебный дом, разбит парк с регулярной и пейзажной частями, построены многочисленные хозяйственные постройки, в том числе здания конного и винокуренного заводов. При его сыне Николае Ивановиче Лихонине здесь начал действовать конный завод. Также была открыта школа для мальчиков, называвшаяся Лихонским государственным училищем. В начале XX века имение перешло в собственность Елизаветы Александровны Руперти, дочери главы торгового дома «Владимир Алексеев». К настоящему времени уцелели: главный усадебный дом и здание винокуренного завода. 
Глебково входило в состав Старолетовской волости Зарайского уезда Рязанской губернии.
С 1929 года хутор входил в состав Срезневского сельсовета Рыбновского района Рязанского округа Московской области, с 1937 года — в составе Рязанской области.
Перед Великой Отечественной войной близ хутора организовано отделение коневодческого совхоза, позднее — Опытный конезавод № 98. С 2005 года посёлок Глебково является административным центром Глебковского сельского поселения.

## Население
| 1906 | 2010 |
| ---- | ---- |
| 24   | ↗556 |